# 32132 Andrewamini
32132 Andrewamini è un asteroide della fascia principale. Scoperto nel 2000, presenta un'orbita caratterizzata da un semiasse maggiore pari a 2,2924694 UA e da un'eccentricità di 0,1670225, inclinata di 6,88014° rispetto all'eclittica.